# میدان‌ها و امواج الکترومغناطیسی
میدان‌ها و امواج الکترومغناطیسی کتابی از پ. لورین، د.پ. کورسون، ف. لورین با ترجمهٔ ابراهیم زمردیان است که در سال ۱۳۷۸ منتشر و در مراسم کتاب سال جمهوری اسلامی ایران به‌عنوان کتاب برگزیده معرفی شد.